# Satsumaupproret
Satsumaupproret var ett uppror utfört av samurajer i det japanska området Satsuma mot den japanska Meiji-regeringen som ägde rum från januari till september 1877. Orsaken till upproret var att samurajerna (som utgjorde krigarklassen i det gamla Japan) förlorat många av sina feodala privilegier under Japans modernisering efter Meijirestaurationen och de hade förlorat sin position som Japans militärstyrka till förmån för värnpliktiga som kom från alla samhällsklasser. Upproret krossades av centralregeringen och dess ledare Saigō Takamori begick rituellt självmord, seppuku. Därefter skedde inga fler samurajuppror mot den nya ordningen.

## Bakgrund
Japan tvingades öppna sina hamnar för handeln med omvärlden av den amerikanske kommendören Matthew C. Perry 1854. Detta blev startskottet i den process som ledde till Japans modernisering då de japanska ledarna bröt med den tidigare politiken som gick ut på att skydda Japan genom isolering från omvärlden. Representanter från Japan skickades världen runt för att lära av den moderna västerländska världen. Japanerna införde sedan dessa lärdomar i sitt eget samhälle. En konsekvens av detta var avskaffandet av det feodala systemet vilket drabbade samuraj-klassen (krigarklassen i det feodala Japan) som förlorade privilegier och status då man införde en värnpliktig massarmé istället.
Satsumaupproret föregicks av en del andra samurajuppror av samma orsaker men detta uppror var det allvarligaste.
Saigō Takamori kom från samuraj-klassen och hade suttit i Meiji-regeringen och varit en av dem som var ansvariga för Meijirestaurationen och de moderna reformerna. 1873 lämnade han regeringen efter en dispyt då han förespråkade krig mot Korea men fick nej. Saigō drog sig tillbaka till sitt hem i Satsuma och bildade en rad "privatskolor" (som mest uppgick de till 120 stycken i Satsumaområdet) där samurajer tränades i modern krigföring utanför centralregeringens kontroll. Satsumaområdet var särskilt lämpat som bas för Saigō då det här fanns fler samurajer än annorstädes eftersom det fanns en underavdelad klass av "lantsamurajer" här.
Sent 1876 skickade centralregeringen polisspioner till Saigōs skolor. Efter ett par veckor upptäcktes de och efter tortyr sa en av dem att regeringen planerade att lönnmörda Saigō. Regeringen som såg hotet från Saigōs samurajer försökte i hemlighet tömma arsenalen i hamnstaden Kagoshima på vapen och krut 30 januari 1877 med hjälp av ett fartyg. Saigōs samurajer upptäckte detta och drev regeringens fartyg på flykten och tog sedan vapnen för eget bruk. Dessa två händelser utlöste Satsumaupproret.

## Upproret
Satsumasamurajerna fruktade nu en direkt militär intervention från centralregeringen. 13 februari 1877 organiserades samurajerna från Saigōs skolor i taktiska enheter. De var främst beväpnade med medeltida vapen som svärd men hade också tillgång till moderna gevär, pistoler och artilleri vars användning de hade tränats i under de föregående åren på privatskolorna. Det första militära steget för upproret var att inta garnisonen som var förskansad i slottet i Kumamoto. 22 februari inleddes anfallet mot slottet i Kumamoto men det slogs tillbaka och efter två dagars strider drogs 2 000 av anfallsstyrkans 5 000 soldater bort från slottet och gick norrut för att möta regeringens förstärkningar som man visste var på väg. Saigō utkämpade snart ett trefrontskrig: mot slottet, mot regeringsstyrkor från norr och från söder. 
Upprorsstyrkorna lyckades hindra förstärkningar från att nå Kumamoto fram till mitten av april då en styrka från söder bröt sig igenom och undsatte garnisonen. Detta blev vändpunkten för upproret. Därefter utgjordes de militära aktionerna främst av en rad jakter på Saigōs allt mindre styrkor. I september lyckades Saigō tillsammans med en liten styrka anhängare ta sig igenom regeringsstyrkornas linjer och nådde Kagoshima. Där förberedde han sin sista strid tillsammans med en styrka på några hundra man som stod mot en annalkande styrka på 30 000 man. I den påföljande striden den 24 september sköts Saigō i skrevet. En av hans anhängare bar bort honom från striden så att han kunde begå rituellt självmord (seppuku). Därmed var upproret över.

## Efterspel
Efter Satsumaupproret blev det inga fler samurajuppror mot den japanska nyordningen. Upprorets krossande hade på ett handfast sätt demonstrerat att elitkrigarna, samurajerna, inte var militärt överlägsna de värnpliktiga (huvudsakligen bönder) som kämpade mot dem. Av regeringens styrka på 60 000 man hade 7 000 dödats och 9 000 sårats. Av upprorets 30 000 man överlevde endast en handfull.
Saigō Takamori blev trots upproret en folkhjälte i Japan på grund av romantisk nostalgi för feodalperioden. Man ansåg att han gjorde uppror av rätt orsaker. Han står staty i Tokyo (rest 1898). Det romantiska skimret kring samurajernas uppror finns även i västvärlden till exempel i filmen Den siste samurajen där Saigō är förlaga till karaktären Moritsugu Katsumoto.